# Cimolodontidae
De Cimolodontidae zijn een familie van uitgestorven zoogdieren binnen de orde Multituberculata. Vertegenwoordigers zijn bekend uit het Laat-Krijt en Paleoceen van Noord-Amerika. De familie Cimolodontidae werd in 1889 benoemd door Othniel Charles Marsh en maakt deel uit van de onderorde Cimolodonta binnen de superfamilie Ptilodontoidea.